# Картер, Рут
Рут Э. Картер (англ. Ruth E. Carter; род. 10 апреля 1960, Спрингфилд, Массачусетс, США) — американская художница по костюмам, известная по работе в фильмах режиссёра Спайка Ли.
Обладательница премии «Оскар» за лучший дизайн костюмов в фильмах «Чёрная Пантера» и «Чёрная пантера: Ваканда навеки». Она стала первой афроамериканкой, номинированной и выигрывшей «Оскар» в категории «Лучший дизайн костюмов», и первой чёрной женщиной, получившей более одного «Оскара» в любой категории.

## Карьера
Родилась в 1960 году, в городе Спрингфилд (Массачусетс). В 1982 году окончила Хамптонский институт, в штате Вирджиния, со степенью бакалавра искусств. Карьеру начинала стажёром в театре родного Спрингфилда и в Опере Санта-Фе (Нью-Мексико). В 1986 году переехала в Лос-Анджелес. Во время работы в Театральном центре Лос-Анджелеса, Картер познакомилась с режиссёром Спайком Ли, который нанял её в качестве дизайнера костюмов для своего второго фильма «Школьные годы чудесные» (1988). В дальнейшем Картер продолжила сотрудничество со Спайком Ли, создав костюмы для более десятка его картин, таких как «Делай как надо!» (1989), «Блюз о лучшей жизни» (1990), «Тропическая лихорадка» (1991), «Малкольм Икс» (1992), «Олдбой» (2013), «Сладкая кровь Иисуса» (2014), «Чирак» (2015) и других.
Кроме разработок костюмов для фильмов Спайка Ли, Картер также известна своими работами у других режиссёров: Стивена Спилберга — в исторической драме «Амистад» (1997), Джона Синглтона в 5 кинолентах: «Роузвуд», «Шафт», «Малыш», «Кровь за кровь» и «Погоня» (1997—2011), также изготовила костюмы для фильмов: «На что способна любовь» (1993, реж. Брайан Гибсон), «Миссия „Серенити“» (2005, реж. Джосс Уидон), «Спаркл» (2012, реж. Салим Акил), «Дворецкий» (2013, реж. Ли Дэниелс), «Сельма» (2014), режиссёра Авы Дюверней, всего более 60 работ для кино и телевидения. Создавала одежды для таких актёров, как Дензел Вашингтон и Джош Бролин, актрис — Анджелы Бассетт и Джейн Фонды.
Картер работала над супергеройским фильмом режиссёра Райана Куглера «Чёрная Пантера» (2018), в которой её костюмы, изготовленные для разных племён вымышленной страны Ваканда были вдохновлены традиционными африканскими предметами одежды, включая одежду народов масаи и ндебеле. При подготовке работы над фильмом она изучала историю африканских костюмов, специально посещала Южную Африку, чтобы черпать эстетическое вдохновение и получила разрешение использовать традиционные узоры Лесото, в костюмах для фильма. За работу в «Чёрной Пантере» Картер была вознаграждена премией «Оскар» за лучший дизайн костюмов, став первым представителем негроидной расы, удостоенным «Оскара» в данной категории. Ранее, в 90-х годах, Картер дважды номинировалась на «Оскар» за костюмы в лентах «Малкольм Икс» и «Амистад», но не получила его.
В 2023 году, Картер получила свой второй «Оскар» за лучший дизайн костюмов для фильма «Чёрная пантера: Ваканда навеки» (2022). Во время своей речи Картер посвятила свою победу своей матери, которая умерла на прошлой неделе, в возрасте 101 года.

## Фильмография
| Год       | Фильм                                      | Оригинальное название              | Режиссёр                     |
| --------- | ------------------------------------------ | ---------------------------------- | ---------------------------- |
| 1988      | Школьные годы чудесные                     | School Daze                        | Спайк Ли                     |
| 1988      | Я достану тебя, ублюдок                    | I'm Gonna Git You Sucka            | Кинен Айвори Уэйанс          |
| 1989      | Делай как надо!                            | Do the Right Thing                 | Спайк Ли                     |
| 1989      | Сайнфелд (сериал, пилотный эпизод)         | Seinfeld (The Seinfeld Chronicles) | Арт Волфф                    |
| 1990      | Блюз о лучшей жизни                        | Mo' Better Blues                   | Спайк Ли                     |
| 1991      | Пять горячих сердец                        | The Five Heartbeats                | Роберт Таунсенд              |
| 1991      | Тропическая лихорадка (Лихорадка джунглей) | Jungle Fever                       | Спайк Ли                     |
| 1991      | Домашняя вечеринка 2                       | House Party 2                      | Джордж Джексон, Даг Макгенри |
| 1992      | Малкольм Икс                               | Malcolm X                          | Спайк Ли                     |
| 1993      | На что способна любовь                     | What's Love Got to Do with It      | Брайан Гибсон                |
| 1994      | Игра на выживание                          | Surviving the Game                 | Эрнест Р. Дикерсон           |
| 1994      | Круклин                                    | Crooklyn                           | Спайк Ли                     |
| 1994      | Кобб                                       | Cobb                               | Рон Шелтон                   |
| 1995      | Толкачи                                    | Clockers                           | Спайк Ли                     |
| 1995      | Денежный поезд                             | Money Train                        | Джозеф Рубен                 |
| 1996      | Большой белый обман                        | The Great White Hype               | Реджинальд Хадлин            |
| 1997      | Роузвуд                                    | Rosewood                           | Джон Синглтон                |
| 1997      | Темнокожие американские принцессы          | B*A*P*S                            | Роберт Таунсенд              |
| 1997      | Амистад                                    | Amistad                            | Стивен Спилберг              |
| 1998      | Увлечение Стеллы                           | How Stella Got Her Groove Back     | Кевин Родни Салливан         |
| 1999      | Кровавое лето Сэма                         | Summer of Sam                      | Спайк Ли                     |
| 2000      | Любовь и баскетбол                         | Love & Basketball                  | Джина Принс-Байтвуд          |
| 2000      | Цена славы                                 | Price of Glory                     | Карлос Авила                 |
| 2000      | Шафт                                       | Shaft                              | Джон Синглтон                |
| 2000      | Замороченные                               | Bamboozled                         | Спайк Ли                     |
| 2001      | Доктор Дулиттл 2                           | Dr. Dolittle 2                     | Стив Карр                    |
| 2001      | Малыш                                      | Baby Boy                           | Джон Синглтон                |
| 2002      | Обмануть всех                              | I Spy                              | Бетти Томас                  |
| 2003      | Дежурный папа                              | Daddy Day Care                     | Стив Карр                    |
| 2004      | Наперекор судьбе                           | Against the Ropes                  | Чарльз С. Даттон             |
| 2005      | Кровь за кровь                             | Four Brothers                      | Джон Синглтон                |
| 2005      | Миссия «Серенити»                          | Serenity                           | Джосс Уидон                  |
| 2006      | Вор (мини-сериал)                          | Thief                              |                              |
| 2006      | Без лица (ТВ)                              | Faceless                           | Джо Карнахан                 |
| 2006—2007 | Акула (сериал, 14 эпизодов)                | Shark                              |                              |
| 2008      | Знакомьтесь: Дэйв                          | Meet Dave                          | Брайан Роббинс               |
| 2009      | Бабник                                     | Spread                             | Дэвид Маккензи               |
| 2009      | Чёрный динамит                             | Black Dynamite                     | Скотт Сандерс                |
| 2009      | Представь себе                             | Imagine That                       | Кэри Киркпатрик              |
| 2009      | Добейся успеха: Борись до конца! (видео)   | Bring It On: Fight to the Finish   | Билле Вудрафф                |
| 2010      | Больница Майами (сериал, пилотный эпизод)  | Miami Medical                      |                              |
| 2010      | Фрэнки и Элис                              | Frankie & Alice                    | Джеффри Сакс                 |
| 2011      | Власть закона (сериал, пилотный эпизод)    | The Chicago Code                   |                              |
| 2011      | Погоня                                     | Abduction                          | Джон Синглтон                |
| 2011      | Аве Мария (ТВ)                             | Hail Mary                          | Брэд Силберлинг              |
| 2012      | Контакт / Связь (сериал, пилотный эпизод)  | Touch (pilot)                      |                              |
| 2012      | Спаркл                                     | Sparkle                            | Салим Акил                   |
| 2013      | Лето. Пляж. Кино (ТВ)                      | Teen Beach Movie                   | Джеффри Хорнадэй             |
| 2013      | Дворецкий                                  | The Butler                         | Ли Дэниелс                   |
| 2013      | Олдбой                                     | Oldboy                             | Спайк Ли                     |
| 2014      | Быть Мэри Джейн (сериал, 2 эпизода)        | Being Mary Jane                    |                              |
| 2014      | Сладкая кровь Иисуса                       | Da Sweet Blood of Jesus            | Спайк Ли                     |
| 2014      | Лучшее во мне                              | The Best of Me                     | Майкл Хоффман                |
| 2014      | Сельма                                     | Selma                              | Ава Дюверней                 |
| 2015      | Чирак                                      | Chi-Raq                            | Спайк Ли                     |
| 2016      | Корни (мини-сериал)                        | Roots                              |                              |
| 2016      | Шпионы по соседству                        | Keeping Up with the Joneses        | Грег Моттола                 |
| 2017      | Похищение                                  | Kidnap                             | Луис Прието                  |
| 2017      | Маршалл                                    | Marshall                           | Реджинальд Хадлин            |
| 2018      | Чёрная Пантера                             | Black Panther                      | Райан Куглер                 |
| 2018      | Йеллоустон (сериал)                        | Yellowstone                        | Тейлор Шеридан               |
| 2019      | Меня зовут Долемайт                        | Dolemite Is My Name                | Крэйг Брюэр                  |
| 2021      | Поездка в Америку 2                        | Coming 2 America                   | Крэйг Брюэр                  |
| 2022      | Чёрная пантера: Ваканда навеки             | Black Panther: Wakanda Forever     | Райан Куглер                 |
| 2025      | Блэйд                                      | Blade                              | Ян Деманж                    |

## Награды и номинации
| Год  | Награда                        | Категория                                    | Номинированная работа          | Результат | Пр.           |
| ---- | ------------------------------ | -------------------------------------------- | ------------------------------ | --------- | ------------- |
| 1993 | «Оскар»                        | Лучший дизайн костюмов                       | Малкольм Икс                   | Номинация | [ 11 ]        |
| 1998 | «Оскар»                        | Лучший дизайн костюмов                       | Амистад                        | Номинация | [ 12 ]        |
| 2019 | «Оскар»                        | Лучший дизайн костюмов                       | Чёрная пантера                 | Победа    | [ 13 ]        |
| 2023 | «Оскар»                        | Лучший дизайн костюмов                       | Чёрная пантера: Ваканда навеки | Победа    | [ 14 ]        |
| 2015 | Гильдия художников по костюмам | Лучший дизайн костюмов в историческом фильме | Сельма                         | Номинация | [ 15 ]        |
| 2019 | Гильдия художников по костюмам | Лучший дизайн костюмов в фэнтези-фильме      | Чёрная пантера                 | Победа    | [ 16 ]        |
| 2019 | Гильдия художников по костюмам | Премия за достижения в карьере               | Премия за достижения в карьере | Награда   | [ 16 ]        |
| 2020 | Гильдия художников по костюмам | Лучший дизайн костюмов в историческом фильме | Меня зовут Долемайт            | Номинация | [ 17 ]        |
| 2022 | Гильдия художников по костюмам | Лучший дизайн костюмов в современном фильме  | Поездка в Америку 2            | Победа    | [ 18 ]        |
| 2023 | Гильдия художников по костюмам | Лучший дизайн костюмов в фэнтези-фильме      | Чёрная пантера: Ваканда навеки | Номинация | [ 19 ]        |
| 2016 | «Эмми»                         | Лучшие костюмы в историческом мини-сериале   | Корни                          | Номинация | [ 21 ]        |
| 2019 | Black Reel                     | Лучший дизайн костюмов                       | Чёрная пантера                 | Победа    | [ 22 ]        |
| 2020 | Black Reel                     | Лучший дизайн костюмов                       | Меня зовут Долемайт            | Победа    | [ 23 ]        |
| 2022 | Black Reel                     | Лучший дизайн костюмов                       | Поездка в Америку 2            | Номинация | [ 24 ]        |
| 2023 | Black Reel                     | Лучший дизайн костюмов                       | Чёрная пантера: Ваканда навеки | Победа    | [ 25 ]        |
| 2019 | «Выбор критиков»               | Лучший дизайн костюмов                       | Чёрная пантера                 | Победа    | [ 26 ] [ 27 ] |
| 2020 | «Выбор критиков»               | Лучший дизайн костюмов                       | Меня зовут Долемайт            | Победа    | [ 28 ] [ 29 ] |
| 2023 | «Выбор критиков»               | Лучший дизайн костюмов                       | Чёрная пантера: Ваканда навеки | Победа    | [ 30 ] [ 31 ] |
| 1998 | «Спутник»                      | Лучший дизайн костюмов                       | Амистад                        | Номинация |               |
| 2019 | «Спутник»                      | Лучший дизайн костюмов                       | Чёрная Пантера                 | Номинация | [ 32 ]        |
| 2020 | «Спутник»                      | Лучший дизайн костюмов                       | Меня зовут Долемайт            | Победа    | [ 33 ]        |
| 2022 | «Спутник»                      | Лучший дизайн костюмов                       | Поездка в Америку 2            | Номинация | [ 34 ]        |
| 2023 | «Спутник»                      | Лучший дизайн костюмов                       | Чёрная пантера: Ваканда навеки | Номинация | [ 35 ]        |
| 2018 | «Сатурн»                       | Лучший дизайн костюмов                       | Чёрная пантера                 | Номинация | [ 36 ]        |